# پاسکال ایشو ورده
پاسکال ایشو ورده (سریانی: ܦܐܣܟܐܠ ܐܝܫܘ ܘܪܕܐ؛ زادهٔ ۱ ژانویهٔ ۱۹۶۱) سیاستمدار آشوری‌تبار اهل عراق است که وزیر پناهندگان و مهاجران در دولت موقت عراق بود.